# Bisbat de Pescia
El bisbat de Pescia (italià: diocesi di Pescia ; llatí: Dioecesis Pisciensis) és una seu de l'Església catòlica, sufragània de l'arquebisbat de Pisa, que pertany a la regió eclesiàstica Toscana. El 2013 tenia 113.000 batejats d'un total 121.500 habitants. Actualment està regida pel bisbe Roberto Filippini.

## Patrons
- Maria Santissima della Fontenova (9 de juny), patrona principal.
- Sant Allucio (23 d'octubre), patró secundari.

## Territori

Mapa de la diòcesi

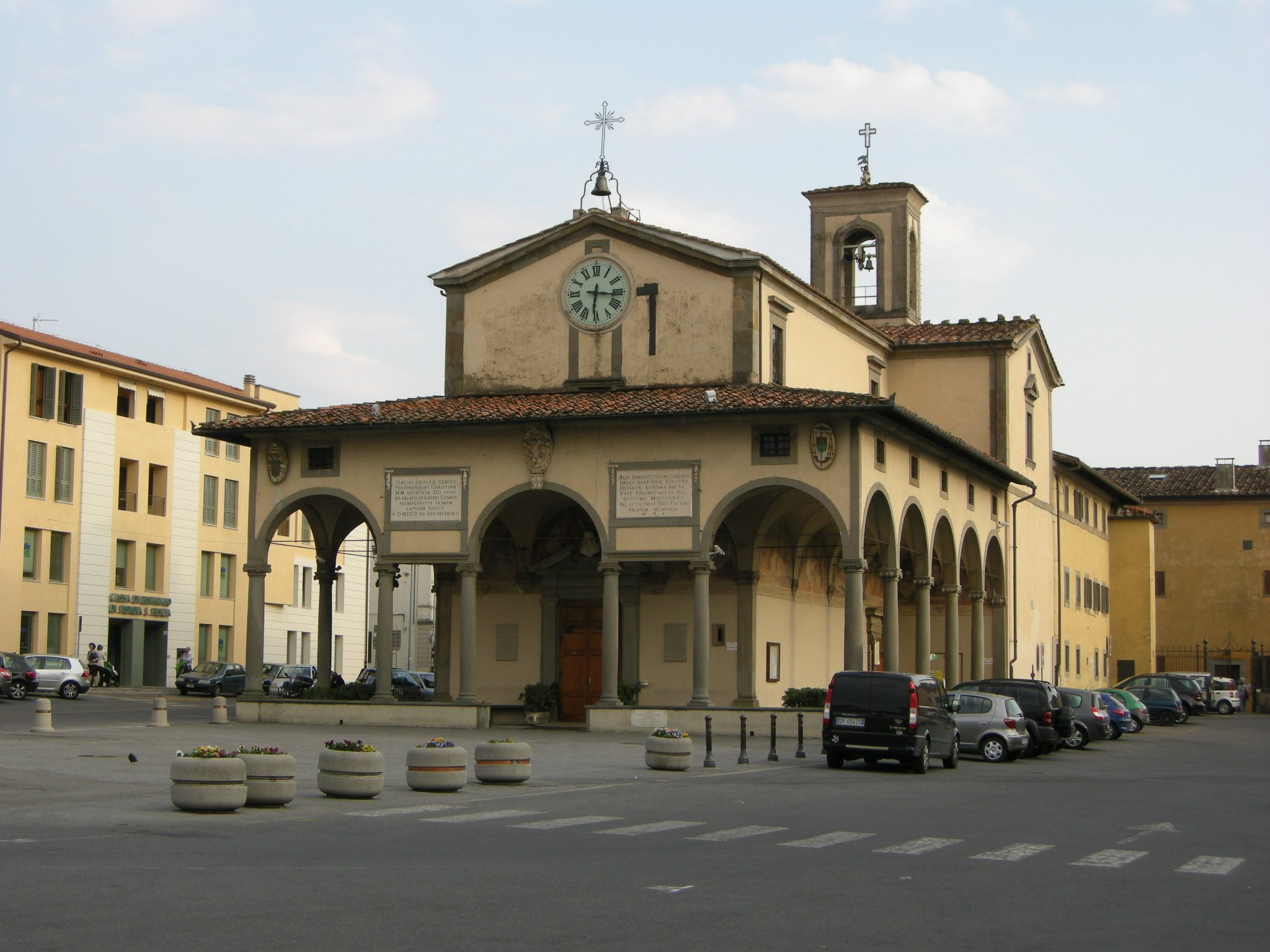
La basílica santuari de Santa Maria della Fontenuova a Monsummano Terme.

La diòcesi comprèn els municipis de Pescia (llevat la part d'Aramo, Collodi, Fibbialla, Medicina, Pontito, S. Quirico, Stiappa, Veneri, que formen part de l'arquebisbat de Lucca), Uzzano, Chiesina Uzzanese, Buggiano, Ponte Buggianese, Massa e Cozzile, Montecatini Terme, Pieve a Nievole, Monsummano Terme a la província de Pistoia; Altopascio (llevat la part de Badia Pozzeveri, que forma part de l'arquebisbat de Lucca), Montecarlo a província de Lucca; Fucecchio (només la part de Massarella) a la província de Florència.
La seu episcopal és la ciutat de Pescia, on es troba la catedral de Maria Santissima Assunta e di San Giovanni Battista.
El territori s'estén sobre 224 km², i està dividit en 41 parròquies, reagrupades en 6 vicariats.

## Història
La tradició diu que la religió cristiana es va introduir a Pescia i a Valdinievole per sant Paulí, primer bisbe de Lucca. Al segle v, segons la tradició, un altre bisbe de Lucca, sant Frediano, va fundar una xarxa d'esglésies per tot el territori de Lucca, entre els quals estan les parròquies de Santa Maria di Pescia, San Pietro a Nievole, Sant Tomàs d'Arriano o San Pietro in Campo.
Certament, l'església de Pescia va ser consagrada en 1062 pel papa i bisbe de Lucca Alexandre II, de nom secular Anselmo da Baggio, que fins a 1057 s'havia estat rector. Durant l'edat mitjana, gràcies a la seva cèntrica ubicació i fàcil accés des de la ciutat de Lucca, així com l'aparició d'un mercat florent, el Mercato Longo, a prop seu, l'església parroquial de Pescia adquirí cada vegada més importància i van acabar imposant la seva supremacia sobre altres esglésies de la Valdinievole. Es va convertir en la seu del capítol i els interlocutors principals en lloc del bisbe de Lucca.
Al segle xiv, Pescia i Valdinievole, fins llavors, sota la jurisdicció civil de Lucca, després de diverses vicissituds, va passar sota el domini de Florència, de la qual mai escaparia fins a la unificació d'Itàlia. Des del punt de vista eclesiàstic, però, va romandre a Lucca i no estava per res lligada a Florència. Després de dos segles, el 15 d'abril de 1519, amb la butlla Sacri Apostolatus del Papa Lleó X, de la casa florentina dels Medici, Pescia va ser elevat al rang de prebostat nullius dioecesis i substreta a la jurisdicció eclesiàstica de Lucca: de Pescia depenia, a més de ciutats i comtats a ella sotmesa, la Valdinievole i la vall de Ariana. El prebost del capítol de la Col·legiata hauria d'haver pres les funcions d'un bisbe, la diòcesi va ser feta immediatament subjecta a la Santa Seu. Al prebostat va ser annexionada a la parròquia de Massarella, a la ciutat de Fucecchio, que anteriorment formava part de la diòcesi de Pistoia. Al càrrec de prebost nullius s'alternaven membres de les dues famílies nobles dels Cecchi i dels Turini.
El primer prevost va ser Lorenzo de Cecchi (1519-1541) que va obtenir dels Papes Climent VII en 1528, i Pau III en 1534 la confirmació de l'erecció del prebostat i l'exempció de la jurisdicció de Lucca.
El 19 de febrer de 1699, Pescia va ser elevada al rang de ciutat noble pel Gran Duc de Toscana Cosme III. Després d'aquest important reconeixement civil, els pesciatins esperaven l'assignació final del bisbe, després de dos segles de precarietat (el prebost, per exemple, no podia administrar el sagrament de l'ordre, de manera que els seminaristes havien de recórrer als bisbes veïns per ser consagrats). El 17 de març de 1727, finalment, el Papa Benet XIII va elevar el prebostat al rang d'un bisbat immediatament subjecte a la Santa Seu. En primer bisbe electe va ser Paolo Antonio Pesenti, de Pescia i ja prebost nullius, que no obstant això va morir abans de la consagració definitiva.
El 1784 el bisbe Francesco Vincenti va establir el seminari diocesà.
L'1 d'agost de 1856 en virtut de la butlla Ubi primum de Pius IX, es va convertir en diòcesi sufragània de l'arxidiòcesi de Pisa.

## Cronologia episcopal

### Prevostos de Pescia
- Lorenzo de Cecchi † (1519 - 1541 mort)
- Giuliano de Cecchi † (1541 - 1562 mort)
- Cristiano Pagni † (1562 - 1562 mort)
- Guido de Guidi † (1562 - 1569 mort)
- Lorenzo Turini † (1569 - 1600 mort)
- Bernardo Segni † (1600 - 1600 mort)
- Stefano de Cecchi † (1601 - 1633 mort)
- Giovanni Ricci † (1634 - 1646 mort)
- Giambattista de Cecchi † (1646 - 1694 mort)
- Benedetto Falconcini † (1694 - 15 de desembre de 1704 nomenat bisbe d'Arezzo)
- Mancino † (1705 - 1707 mort)
- Paolo Antonio Pesenti † (1707 - 17 de març de 1727 nomenat bisbe de Pescia)

### Bisbes de Pescia
- Paolo Antonio Pesenti † (17 de març de 1727 - 1 d'agost de 1728 mort) (bisbe electe)

- Bartolomeo Pucci † (20 de setembre de 1728 - 26 de febrer de 1737 mort)
- Gaetano Incontri † (5 de maig de 1738 - 29 de maig de 1741 nomenat arquebisbe de Florència)
- Donato Maria Arcangeli † (28 de febrer de 1742 - 26 de desembre de 1772 mort)
- Francesco Vincenti † (14 de juny de 1773 - de novembre de 1803 mort)
- Giulio de' Rossi † (29 d'octubre de 1804 - 2 de febrer de 1833 mort)
- Giovan Battista Rossi † (19 de desembre de 1834 - 2 d'octubre de 1837 nomenat bisbe de Pistoia e Prato)
- Vincenzo Menchi † (23 de desembre de 1839 - 30 de gener de 1843 nomenat bisbe de Fiesole)
  - Sede vacante (1843-1847)
- Pietro Forti † (12 d'abril de 1847 - 13 d'abril de 1854 mort)
- Giovanni Benini † (28 de setembre de 1855 - 27 d'abril de 1896 mort)
- Giulio Matteoli † (22 de juny de 1896 - 24 de març de 1898 nomenat bisbe de Livorno)
- Donato Velluti Zati di San Clemente † (24 de març de 1899 - 15 d'abril de 1907 nomenat arquebisbe titular de Patrasso)
- Giulio Serafini † (15 d'abril de 1907 - 16 de desembre de 1907 nomenat bisbe titular de Lampsaco)
- Angelo Simonetti † (16 de desembre de 1907 - 14 d'agost de 1950 mort)
- Dino Luigi Romoli, O.P. † (27 de febrer de 1951 - 24 de juny de 1977 jubilat)
- Giovanni Bianchi † (24 de juny de 1977 - 18 de desembre de 1993 jubilat)
- Giovanni De Vivo, des del 18 de desembre de 1993 al 20 de setembre de 2015, mort
- Roberto Filippini, des del 25 de novembre de 2015[2]